# Institut préparatoire aux études d'ingénieurs de Bizerte
L'Institut préparatoire aux études d'ingénieurs de Bizerte (arabe : المعهد التحضيري للدراسات الهندسية ببنزرت) ou IPEIB est un établissement d'enseignement supérieur créé par le décret n°2003-1663 du 4 août 2003. Il est rattaché à l'Université de Carthage et placé sous la tutelle du ministère de l'Enseignement supérieur et de la Recherche scientifique.
L'objectif des études à l'IPEIB est la préparation aux concours d'entrée aux cycles de formation d'ingénieurs, notamment l'École polytechnique de Tunisie, l'École supérieure des communications de Tunis et l'École nationale des sciences de l'informatique, ainsi qu'aux concours d'entrée à l'École normale supérieure de Tunisie.

## Enseignement
L'IPEIB propose une formation dans les trois filières suivantes :
- Mathématiques-physique : accessible aux élèves des sections mathématiques ou sciences de l'informatique
- Physique-chimie : accessible aux élèves des sections sciences expérimentales et mathématiques
- Biologie-géologie : accessible aux élèves des sections sciences expérimentales et mathématiques

## Organisation
- Directeur : Makkia Dammak
- Directeur des études : Sihem Jaziri
- Secrétaire principal : Atef Dougui
- Secrétaire d'établissement :  Yosra Khaterchi
- Directeur du département de mathématiques-physique : Fadhel Sanaa
- Directeur du département de physique-chimie : Hechmi Khelifi
- Directeur du département de biologie-géologie : Chokri Morheg
- Membres du conseil scientifique : Fethi Bouzefour, Samira Jmii, Asma Khessiba et Sana Mezghenni